# Список кардиналов, возведённых папой римским Адрианом IV

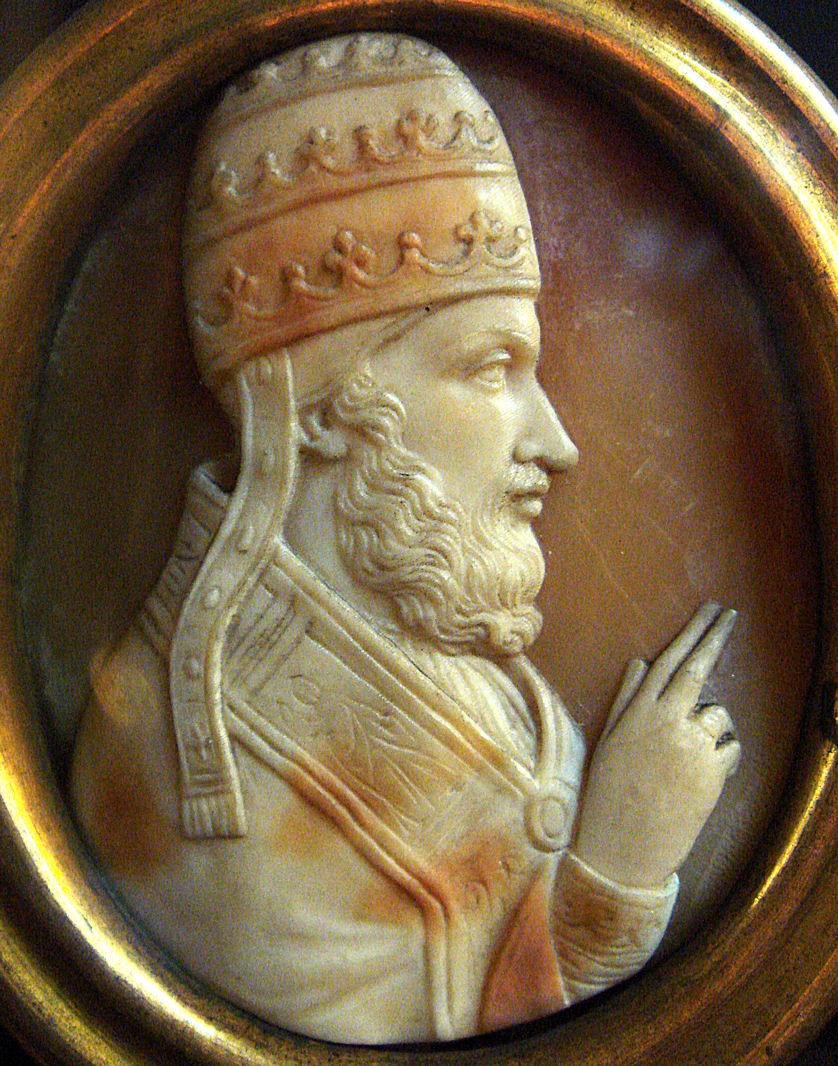
Папа Адриан IV

Кардиналы, возведённые Папой римским Адрианом IV — 23 прелата, клирика и мирянина были возведены в сан кардинала на трёх Консистории за почти пятилетний понтификат Адриана IV.

## Консистория от декабря 1155 года
- Убальдо (кардинал-священник церкви Сан-Лоренцо-ин-Лучина);
- Джованни Пиццути, регулярный каноник Святого Виктора Парижского (кардинал-дьякон с титулярной диаконией Санта-Мария-Нуова);
- Джованни (титулярная диакония неизвестна);
- Бозо Брейкспир, O.S.B. (кардинал-дьякон с титулярной диаконией Санти-Козма-э-Дамиано);
- Ардичио Риволтелла (кардинал-дьякон с титулярной диаконией Сан-Теодоро);
- Бонадиес де Бонадие (кардинал-дьякон с титулярной диаконией Сант-Анджело-ин-Пескерия);
- Альберто ди Морра, регулярный каноник преподобного Святого Мартина Лаонского (кардинал-дьякон с титулярной диаконией Сант-Адриано);
- Гильермо Матенго, O.Cist. (кардинал-дьякон с титулярной диаконией Санта-Мария-ин-Виа-Лата);
- Гвидо (кардинал-дьякон с титулярной диаконией Санта-Мария-ин-Аквиро).

## Консистория от февраля-марта 1158 года
- Чинцио Папарески (кардинал-дьякон с титулярной диаконией Сант-Адриано);
- Пьетро ди Мизо (кардинал-дьякон с титулярной диаконией Сант-Эустакьо);
- Раймон дез Арен (кардинал-дьякон с титулярной диаконией Санта-Мария-ин-Виа-Лата);
- Джованни Конти (кардинал-дьякон с титулярной диаконией Санта-Мария-ин-Портико-Октавиа);
- Симоне, O.S.B., аббат Субьяко (кардинал-дьякон с титулярной диаконией Санта-Мария-ин-Домника).

## Консистория от февраля 1159 года
- Гвалтерио (кардинал-епископ Альбано);
- Пьетро (кардинал-священник церкви Санта-Чечилия);
- Джованни (титулярная диакония неизвестна);
- Джакопо (титулярная церковь неизвестна);
- Джерардо (кардинал-священник церкви Санта-Пуденциана);
- Уберто (кардинал-священник церкви Санта-Приска);
- Грегорио (титулярная диакония неизвестна);
- Гвидо (кардинал-дьякон с титулярной диаконией Санта-Мария-ин-Аквиро);
- Романо (кардинал-дьякон с титулярной диаконией Санта-Лючия-ин-Септисолио).